# SN 1999T
SN 1999T – supernowa typu Ia odkryta 14 stycznia 1999 roku w galaktyce A092701-0540. W momencie odkrycia miała maksymalną jasność 24,10m.